# Protomystides orientalis
Protomystides orientalis är en ringmaskart som beskrevs av Uschakov 1972. Protomystides orientalis ingår i släktet Protomystides och familjen Phyllodocidae. Inga underarter finns listade i Catalogue of Life.